# Johannes Neander
Johannes Neander, född 16 oktober 1846 i Vånga församling, Östergötlands län, död 25 februari 1895 i Risinge församling, Östergötlands län, var en svensk präst och missionsledare.

## Biografi
Johannes Neander var son till torparen och kolportören Anders Fredrik Nilsson. Redan som fjortonåring bestämde han sig för att bli präst, studerade 1862–1863 i Linköping, fortsatte därefter studierna i Norrköping och blev student vid Uppsala universitet 1868. Neander avlade filosofie kandidatexamen 1873, teologisk examen 1876 samt prästvigdes samma år i Uppsala. Under studieåren var han styrelseledamot i Uppsala stadsmissionsförening 1871–1874 och lärare vid Fjellstedtska skolan 1873–1876. Åren 1876–1888 var han rektor för Johannelunds missionsinstitut och föreståndare för Evangeliska fosterlandsstiftelsens yttre mission samt 1880–1888 redaktör för Evangeliska fosterlandsstiftelsens Missions-Tidning. På grund av splittringen kring den waldenströmska försoningsläran drabbades EFS under Neanders tid av motgångar. Trots det utökades missionen i Östafrika och centrala Indien. Från 1886 till sin död var han kyrkoherde i Risinge församling. Han blev kontraktsprost 1891. Ett urval av Neanders predikningar och småskrifter utgavs 1916 under titeln Manande vittnesbörd.

### Familj
Neander gifte sig 19 december 1876 med Johanna Maria Edman (född 1852). Hon var dotter till fabrikören Johan Edman och Johanna Sofia Ideqvist i Uppsala. De fick tillsammans barnen Anna Maria Neander (född 1877) som var gift med folkskolläraren Karl Wärnström i Norrköping, Ester Alfrida Elisabet Neander (1879–1894) och fotografen Johannes Natanael Neander (född 1881) i Avesta.